# Becky Sauerbrunn
Rebecca Elizabeth Sauerbrunn, née le 6 juin 1985 à Saint-Louis, dans l'État du Missouri, est une footballeuse internationale américaine évoluant au poste de défenseure centrale. 

## Biographie

### Carrière en club
De 2003 à 2007, Sauerbrunn étudie à l'université de Virginie, et joue comme défenseure pour les Virginia Cavaliers. Avec les Cavaliers, elle devient la seule joueuse élue trois fois NSCAA All-American dans l'histoire du club, et est nommée dans la première équipe d'étoile All-American NSCAA. En 2007, elle reçoit le prix de la meilleure joueuse défensive de l'Atlantic Coast Conference de la NCAA. Elle est diplômée de l'Université de Virginie en 2007 où elle s'est spécialisée en langue anglaise. 
Lors de ses vacances scolaires d'été, Sauerbrunn évolue dans la W-League pour Boston Renegades et Richmond Kickers Destiny. En 2008, après ses études universitaires, elle joue une saison pour Washington Freedom qui est à l'époque dans la W-League. Lors de la création de la Women's Professional Soccer en 2009, elle est sélectionnée toujours par Washington Freedom. C'est elle qui marque le premier but de l'histoire du club dans la Women's Professional Soccer. Elle connait deux bonnes saisons comme défenseure. En 2011, Washington Freedom change de propriétaire et de nom : MagicJack. Après la suspension des activités de la Women's Professional Soccer en février 2012, elle signe avec les D.C. United Women. Le 11 janvier 2013, elle est mise à disposition du FC Kansas City, jouant dans la nouvelle National Women's Soccer League.

### En sélection nationale
Sauerbrunn est membre de l'équipe nationale des États-Unis depuis 2008. Auparavant, elle joue pour l'équipe nationale des moins de 20 ans et participe à la Coupe du monde U-20 de 2004 en Thaïlande.

### Palmarès
- Vainqueur des Jeux olympiques d'été de 2012
- Vainqueur de la Coupe du monde 2015 et de la Coupe du monde 2019